# 아구이정
아구이정(일본어: 阿久比町)은 일본 아이치현 서부 지타군에 있는 정이다. 지타군에서는 유일하게 바다와 접하지 않는 내륙의 정으로 지타반도의 거의 중앙부에 위치한다.

## 지리
아구이정은 바다와 접하지 않는 내륙의 정으로 구릉과 그 사이의 협소한 분지로 이루어져 있다. 정 중심부의 남북으로는 북쪽의 히가시우라정에서 남쪽의 한다시를 향해 아구이강이 흐르고 있어 아구이 지역 전체를 가리켜 옛날에는 "아구이 계곡"이라고 불렀다. 현재도 아구이강을 따라서 나고야 철도 고와선과 현도 55호선이 지나고 있어 정의 남북축을 이룬다.

## 역사
- 1889년 10월 - 아구이촌, 가미아구이촌, 히가시아구이촌이 성립하였다.
- 1906년 5월 - 3개 촌이 합병해 아구이촌이 되었다.
- 1953년 1월 1일 - 정으로 승격해 아구이정이 되었다.

## 인구
| 연도 | 인구   | ±%     |
| ---- | ------ | ------ |
| 1940 | 8,591  | —      |
| 1950 | 12,061 | +40.4% |
| 1960 | 12,918 | +7.1%  |
| 1970 | 18,499 | +43.2% |
| 1980 | 20,880 | +12.9% |
| 1990 | 23,932 | +14.6% |
| 2000 | 24,029 | +0.4%  |
| 2010 | 25,460 | +6.0%  |

## 교통

### 철도
- 나고야 철도 고와선